# Allshärjarting
Allshärjarting, en i äldre historiska arbeten ofta förekommande benämning på det allmänna riksting, som man förr antog ha funnits i Sverige under forntiden.
Ordet betyder "hela härens ting" och används i skrifter från medeltiden ofta i betydelsen allmänt folkting, men ingalunda för att särskilt beteckna någon gemensam riksförsamling för Sverige. Någon sådan fanns inte alls, med undantag av Mora ting, som endast var en församling för kungaval. Det första med säkerhet kända svenska riksmötet hölls 1435, och dess uppkomst är av helt annan art (ur riksråd och herredagar).